# Cacá Rosset
 (avril 2025).
Cacá Rosset, né le 9 mars 1954 à São Paulo, est un acteur, animateur de télévision et metteur en scène brésilien.